# Amore criminale
Amore criminale - Storie di femminicidio è un programma televisivo italiano in onda su Rai 3 dal 2007, inizialmente in seconda serata e dal 2008 in prima serata.
Quando è stata creata in Italia non esisteva ancora la legge sullo stalking, approvata in seguito nel 2009, con la legge 38.
La trasmissione negli anni ha visto al timone diverse conduttrici, in una sorta di passaggio ideale di testimone nella lotta per l'eliminazione della violenza contro le donne.
È stata condotta da Camila Raznovich dal 2007 al 2011, da Luisa Ranieri dal 2012 al 2013, da Barbara De Rossi dal 2013 al 2016, da Asia Argento nell'autunno 2016, da Veronica Pivetti dal 2018 al 2021, da Emma D'Aquino dal 2022 al 2023. Dall'autunno 2024 è condotta di nuovo da Veronica Pivetti. 
Il format di Amore criminale è stato ideato da Matilde D'Errico e Maurizio Iannelli (per la società La Bastoggi docu & fiction) ed è scritto con Romana Marrocco ed Elena Mandarano. Alla trasmissione è associata una campagna di sensibilizzazione sul tema della violenza di genere.
Il programma è stato prodotto per volontà della Ruvido Produzioni che ne ha realizzato il numero zero. Negli anni successivi il programma è stato prodotto da diverse case di produzione (Ruvido per la maggior parte delle edizioni, Wilder, NonPanic, Palomar).
Dopo cinque stagioni in cui è stato trasmesso in seconda serata, il programma viene promosso in prime time.
La registrazione della parte in studio avviene al Centro di produzione Rai di Torino.
Nel 2018 nasce lo spin-off Sopravvissute, condotto dalla stessa ideatrice di Amore criminale Matilde D'Errico in seconda serata, subito dopo Amore criminale.

## Il programma
In ogni puntata di Amore criminale si racconta un femminicidio. Ogni episodio quindi è dedicato alla storia di una donna uccisa dal proprio partner o ex-partner.
Le storie sono narrate attraverso interviste ai protagonisti della vicenda (le famiglie delle vittime, gli amici, i colleghi di lavoro, le forze dell'ordine, i magistrati, gli avvocati, i periti...), ricostruzioni di fiction e materiale documentaristico.
A tenere le fila del racconto sono gli interventi della conduttrice che funge da voce narrante riepilogando la vicenda e fornendo ulteriori dettagli.
La trasmissione nasce per denunciare le dinamiche che portano al femminicidio (attualmente in Italia viene uccisa una donna ogni 72 ore) ed è realizzata in collaborazione con la Polizia di Stato e l'Arma dei Carabinieri.
La mission del format è di fornire informazioni utili per comprendere tutte le forme di violenza, anche quelle più subdole e difficili da riconoscere (come la violenza fisica).
Alla redazione di Amore criminale - Storie di femminicidio arrivano molte richieste di aiuto da parte delle donne che vedendo le puntate si riconoscono nella narrazione delle storie. La redazione fornisce a ogni donna i contatti del Centro Antiviolenza a lei più vicino.
Il programma ha ottenuto un buon riscontro di pubblico, con una media di share del 16% e picchi del 30%. Per tale ragione dall'estate 2008 il programma è trasmesso anche in prima serata.
In alcune puntate delle ultime stagioni, la trasmissione ha anche raccontato storie di uomini uccisi (tra cui quello di Marco Vannini), maltrattati o perseguitati dalle proprie compagne o ex compagne.
In alcune edizioni di Amore criminale è stata inserita, nell'anteprima della trasmissione, anche la testimonianza di uomini maltrattanti, cioè violenti con le proprie compagne che hanno accettato un percorso terapeutico nei centri specializzati.
La trasmissione e la sua autrice Matilde D'Errico sono state premiate nel 2008 dall'associazione Telefono rosa per l'impegno sociale in aiuto alle donne vittime di violenza.
Il programma è realizzato con il patrocinio della Presidenza del Consiglio dei Ministri Dipartimento Pari Opportunità.